# L'Homme qui vient de la nuit
Pour plus de détails, voir Fiche technique et Distribution.
L'Homme qui vient de la nuit (Das Lied der Balalaika) est un film franco-ouest-allemand de Jean-Claude Dague sorti en 1971. Il s’agit d’un remake du film d’André Cayatte sorti en 1947 : Le Chanteur inconnu, avec Tino Rossi.

## Synopsis
Sacha Voronine, célèbre chanteur sur le point d’épouser le top-modèle Nathalie, est victime de John Darow, qui tente de l’assassiner en l’assommant et le jetant à la mer. Sacha est recueilli par des pêcheurs mais il a perdu la mémoire et prend le nom de Samson. C’est à l’occasion du passage d’un cirque que la mémoire de Samson commence à se réveiller, lorsqu’il entend un air qu’il connaissait et qu’il se met à chanter. Décidant de partir avec la troupe du cirque, il finit par être engagé par le directeur d’une radio qui le lance sur les ondes sous le nom de « chanteur inconnu ». Nathalie, entretemps mariée à John, reconnaît sa voix et veut le retrouver ; Sacha la repousse car il est tombé amoureux de Maria. John cherche de nouveau à éliminer Sacha, puis tente de kidnapper Maria. Après une folle course-poursuite, Sacha triomphe de John qui est arrêté par la police.

## Fiche technique
- Titre français : L'Homme qui vient de la nuit
- Titre allemand : Das Lied der Balalaika
- Titre international : The Song of the Balalaika
- Réalisation : Jean-Claude Dague
- Scénario : Henri Diamant-Berger
- Dialogues : Jean-Claude Dague et Henri André Legrand
- Directeur de la photographie : Jacques Robin
- Arrangements musicaux : Caravelli
- Assistant-réalisateur : Patrick Saglio
- Montage : Claude Guérin
- Genre : drame
- Pays :  Allemagne de l'Ouest;  France
- Année : 1971

## Distribution
- Ivan Rebroff : Samson-Sacha Voronine
- Sydney Chaplin : John Darow
- Noëlle Adam : Nathalie
- Ivy Mareva : Maria
- Germaine Montero : Mama Angelo
- Angelika Ott : Clara
- Jean Parédès : Patrick Tournon
- René Chapotot : Jo
- Katja Ebstein : Sängerin (chanteuse)
- Rainer Basedow
- Henri Génès : Arthur
- Jean Carmet : Angelo
- Daniel Ceccaldi : L'inspecteur de police